# Вікторяни
Вікторя́ни — село в Україні, у Луцькому районі Волинської області. Входить до складу Боратинської сільської громади. Населення становить 54 особи.

## Географія
На північ від села знаходиться гідрологічний заказник місцевого значення Чорногузка, створений з метою охорони екосистеми однойменної річки.

## Населення
Згідно з переписом УРСР 1989 року чисельність наявного населення села становила 79 осіб, з яких 35 чоловіків та 44 жінки.
За переписом населення України 2001 року в селі мешкали 54 особи. 100 % населення вказало своєю рідною мовою українську мову.

## Історія
До 1 серпня 2018 року село підпорядковувалось Ратнівській сільській раді Луцького району Волинської області.
12 червня 2020 року, відповідно до розпорядження Кабінету Міністрів України № 708-р «Про визначення адміністративних центрів та затвердження територій територіальних громад Волинської області», село увійшло у склад Боратинської сільської громади.
19 липня 2020 року, в результаті адміністративно-територіальної реформи та ліквідації  Луцького району, село увійшло до складу новоутвореного Луцького району.

### Пам'ятки археології
На території села відомі такі пам'ятки археології:
- За 1 км на північний захід від села, на рівній ділянці першої надзаплавної тераси правого берега р. Чорногузки висотою 2-3 м над рівнем заплави — двошарове поселення пізньопалеолітичного часу і волино-люблінської культури площею близько 2 га.
- За 0,5 км на північний захід від села, на невисокому правому березі р. Чорногузки — двошарове поселення тшинецько-комарівської культури і давньоруського періоду ХІІ-ХІІІ ст. площею до 3 га.
- На північній околиці села, на лагідному схилі першої надзаплавної тераси правого берега р. Чорногузки, висотою 4-5 м над рівнем заплави — селище давньоруського періоду ХІІ-ХІІІ ст. площею до 1 га. Керамічні матеріали зібрані на території людських городів.
- За 0,3 км на північний схід від села та за 0,2 км у цьому ж напрямку від цвинтаря, на видовженому меандроподібному закруті правого берега р. Чорногузки висотою 2-3 м над рівнем заплави — багатошарове поселення лінійно-стрічкової кераміки, городоцько-здовбицької, тшинецько-комарівської, лежницької групи ранньозалізної доби, вельбарського і давньоруського періоду ХІІ-ХІІІ ст. площею близько 3 га.
- За 0,8 км на схід від села, на мисі першої надзаплавної тераси правого берега р. Чорногузки висотою 6-8 м над рівнем заплави — двошарове поселення тшинецько-комарівської культури і давньоруського періоду ХІ-ХІІ ст. площею близько 1,5 га